# Phanerotoma sponsa
Phanerotoma sponsa är en stekelart som beskrevs av Ji och Chen 2002. Phanerotoma sponsa ingår i släktet Phanerotoma och familjen bracksteklar. Inga underarter finns listade i Catalogue of Life.